# Pseudohomonyx apoensis
Pseudohomonyx apoensis är en skalbaggsart som beskrevs av Miyake och Yamaya 1997. Pseudohomonyx apoensis ingår i släktet Pseudohomonyx och familjen Dynastidae. Inga underarter finns listade i Catalogue of Life.